# Werner Faymann
Werner Faymann (Viena, Àustria 1960), polític, fou el líder del SPÖ (Partit Socialdemòcrata d'Àustria), des del 16 de juny de 2008 fins al 9 de maig de 2016. Canceller d'Àustria, des del 2 de desembre de 2008 fins al 9 de maig de 2016, governà gràcies a un govern de coalició amb el Partit Popular d'Àustria, fou elegit en les eleccions de 2008 i reelegit el 2013. Dimití després de la victòria del candidat del FPÖ Norbert Hofer en la primera volta de les eleccions presidencials de 2016 i a conseqüència de pressions internes del seu partit on el seu lideratge fou cada cop més qüestionat

## Infància i estudis
Va néixer el 4 de maig de 1960 a Viena, capital d'Àustria.
Va anar a l'escola Bundesrealgymnasium, situada al 15è districte de Viena. Després de la seva graduació escolar, també es graduà militarment. No va cursar estudis superiors ni anà mai a la Universitat, tot i això entre 1985 i 1988 estudià quatre semestres de dret.

## Inicis polítics
De ben jove ja militava a les Joventuts Socialistes d'Àustria (SJÖ), que és l'orgánització juvenil de l'SPÖ. El 1981 va ser nomenat president de les SJÖ de Viena. El 1983 organitzà una gran manifestació a Viena en contra de la visita a Àustria del Papa Joan Pau II.
Entre 1985 i 1994 treballà com a consultor de la central de Caixes d'estalvis. Entre 1985 i 1994 va ser membre del Consell Local de Viena. Va ser president de l'Associació d'Inquilins de Viena (1988-1994).
Entre 1994 i 2007 va treballar a l'Agència Comercial de Viena i a l'Oficina d'Habitatge i Renovació Urbana de Viena, on en va ser president i vicepresident, respectivament.

## Ministre de Transoprts, Innovació i Tecnologia (2007-2008)
Amb la victòria de l'SPÖ a les eleccions de l'1 d'octubre de 2006, pujà al govern, i el nou canceller, Alfred Gusenbauer el nomenà Ministre de Transports, Innovació i Tecnologia, on prengué possessió del càrrec l'11 de gener de 2007.

## Canceller d'Àustria (2008-2016)
El 16 de juny de 2008, el fins aleshores president de l'SPÖ, Alfred Gusenbauer presentà la dimissió i el nomenà nou President de l'SPÖ (al Congrés del partit del 8 d'agost de 2008 fou ratificat amb el 98,36% dels vots). El 7 de juliol de 2008 la coalició governamental (SPÖ-ÖVP) es trencà i es convocaren eleccions per al 28 de setembre del mateix any. El seu partit guanyà les eleccions (57 diputats i 29,3%) enfront dels altres partits (ÖVP 51 diputats i 26%, FPÖ 34 diputats i 17,5%, BZÖ 21 diputats i 10,7% i DG 20 diputats i 10,5%).
Aconseguí un pacte de gran coalició amb l'ÖVP el 23 de novembre i el 2 de desembre de 2008 fou nomenat Canceller i nomenà tot el seu govern.
En les eleccions legislatives del 29 de setembre de 2013 els socialdemòcrates continuaren amb la caiguda de vots, aconseguint un 26,2% dels vots i 52 diputats (5 menys que el 2008), establint així el pitjor resultat en la història del país. Tanmateix els resultats foren anàlegs per als seus socis conservadors (ÖVP), els quals també establiren el seu pitjor resultat amb 47 escons. Finalment el 16 de desembre de 2013 es renovà la gran coalició per cinc anys més, fins al 2018.